# Commerce (Geórgia)
Commerce é uma cidade localizada no estado americano de Geórgia, no Condado de Jackson.

## Demografia
Segundo o censo americano de 2000, a sua população era de 5292 habitantes.
Em 2006, foi estimada uma população de 6088, um aumento de 796 (15.0%).

## Geografia
De acordo com o United States Census Bureau tem uma área de
21,5 km², dos quais 21,5 km² cobertos por terra e 0,0 km² cobertos por água. Commerce localiza-se a aproximadamente 278 m acima do nível do mar.

## Localidades na vizinhança
O diagrama seguinte representa as localidades num raio de 20 km ao redor de Commerce.